# اووینگسویل (کنتاکی)
اووینگسویل (به انگلیسی: Owingsville) شهری در ایالت کنتاکی کشور ایالات متحده آمریکا است که جمعیت آن در سرشماری سال ۲۰۱۰ میلادی، ۱٬۵۳۰ نفر بوده‌است.